# Glen Brown
Pour les articles homonymes, voir Brown.
Glenmore Lloyd Brown, dit Glen Brown, né en 1944 à Kingston (Jamaïque) et mort le 4 octobre 2019 à New York (États-Unis), est un musicien et producteur jamaïcain de reggae, parfois désigné sous le nom The Rhythm Master.
Il a notamment produit U Roy, Gregory Isaacs, Big Youth, I Roy, Prince Jazzbo, Johnny Clarke, Lloyd Parks et Little Roy.

## Biographie
Né à Kingston (Jamaïque), Glen Brown commence sa carrière musicale dans les années 1960 en tant que chanteur avec le groupe de jazz de Sonny Bradshaw, puis enregistre des duos avec Hopeton Lewis, Lloyd Robinson et Dave Barker pour des producteurs tels que Duke Reid et Coxsone Dodd. Au début des années 1970, il commence à travailler en tant que producteur, initialement pour le label Shalimar, et enregistre des pistes de mélodica influencées par Augustus Pablo, telles que Merry Up (1972). Il a également enregistré pour Prince Buster, Leslie Kong et Derrick Harriott. Il a formé deux maisons de disques ; Pantomime (ou Pantomine) et South East Music ont produit des morceaux de U Roy, Gregory Isaacs, Big Youth, I-Roy, Prince Jazzbo, Johnny Clarke, Lloyd Parks et Little Roy. En raison de la faiblesse des fonds, ses premières parutions ont été pressées sur des tirages limités, mais sont depuis devenues plus largement disponibles sur diverses compilations, telles que The Way To Mount Zion (présentant des éléments de la période 1969-1976) et Termination Dub (avec du matériel enregistré avec King Tubby entre 1973 et 1979). Bien qu'il ait eu moins de hits dans la seconde moitié des années 1970, il a maintenu son profil avec des hits de Wayne Jarrett et Sylford Walker.
En 2000, Small Axe et Terminal Head ont remixé le travail de Glen Brown pour une version unique comprenant des remixes de son collègue artiste reggae, Yabby You. En 2002, le single de Glen Brown produit par Ras Kush, We Dem A Watch, était la première sortie sur le label Black Redemption de New York.
En 2010, Glen Brown a été admis dans une maison de retraite à New York, souffrant d'insuffisance rénale, de diabète, de perte de vision, de démence et d'une maladie cardiaque. Il n'a pas tiré grand profit des ventes de ses enregistrements, limitant ainsi le traitement qu'il pouvait recevoir.
Glen Brown est mort au Centre Far Rockaway pour la réhabilitation et les soins infirmiers à New York le 4 octobre 2019 à l'âge de 75 ans[réf. nécessaire].

## Discographie

### En tant que musicien
- 1988 : Glen Brown Sings, Melodica Talks (Number One Sound), Pantomime Records (PRLP444)
- 1990 : Glen Brown Plays Music From The East, Fashion
- 1990 : Mike Brooks and Glen Brown Meet Rhythm Foundation, Rhythm Foundation (avec Mike Brooks)

### En tant que producteur
- 1970-1974 : Boat To Progress : The Original Pantomime Vocal Collection, Greensleeves
- 1972-1974 : Double Attack : The Original Pantomime DJ Collection, Greensleeves
- 1989 : Check the Winner : The Original Pantomime Instrumental Collection 1970-74 Greensleeves (GREL603), (1990, Shanachie, SH 47007)
- 1989 : Horny Dub, Grounation
- 1991 : Dub From The South East, Pantomime Records (PRLP02)
- 1996 : Termination Dub - Glen Brown and King Tubby, Blood & Fire (BAFCD015)
- 1998 : The Way to Mount Zion, ROIR (RUSCD8215)
- 2004 : Rhythm Master Volume One, Hot Pot (HPCD1001)
- 2005 : Rhythm Master Volume Two, Hot Pot (HPCD1003)
- Green Bay Killing, Pantomime
- Dirty Harry - Version Excursion, Hot Pot
- Ghettoman Corner, Welton Irie, Pantomime
- Lamb's Bread, Sylford Walker, Pantomime